# 八尾市立大正中学校
八尾市立大正中学校（やおしりつ たいしょうちゅうがっこう）は、大阪府八尾市西木の本にある公立中学校。
八尾市南西部を校区としている。当時の中河内郡大正村に1947年に創立した。学校は旧大阪陸軍航空廠跡地に位置している。

## 沿革
- 1947年4月1日 - 中河内郡大正村立中学校として創立。大正村立小学校（現在の八尾市立大正小学校）敷地内に併設[1]。
- 1948年4月1日 - 大正村が合併で八尾市となったことに伴い、八尾市立大正中学校に改称。
- 1949年4月9日 - 八尾市大字木本264番地（当時の住所表示）・旧大阪陸軍航空廠跡建物に移転。
- 1952年7月21日 - 同地に新校舎が完成、移転。
- 1961年5月25日 - 「考える人」像建立。
- 1977年3月1日 - 南校舎改築完成。
- 1988年7月15日 - プール大改修工事完成。
- 1997年4月 - 創立50周年記念碑建立、大正中教育基金設立。
- 2004年3月 - プール改築工事完成。
- 2016年4月 - 新校舎竣工。

## 教育方針
- 教育目標：主体的に生きる力・豊かに生きる力・共に生きる力の育成
- 校訓：誠意・創造[2]

## 通学区域
- 八尾市立大正小学校と八尾市立大正北小学校の通学区域。
  - 八尾市 若林町、太田、沼、太田新町、木の本、南木の本、西木の本、大字木本、空港2丁目。
  - 八尾市 西弓削3丁目の一部。
  - 藤井寺市 小山7丁目の一部（大和川以北の区域）、および川北1丁目の一部（国道170号以西の区域）。（藤井寺市が八尾市に教育事務委託）[3]

## 出身者
- 桑田真澄（元プロ野球選手、投手、中3の2学期まで在籍。中3の3学期に八尾市立成法中学校に転校）
- 西山秀二（元プロ野球選手、捕手）
- 小林亮三（バンドcuneのヴォーカル）

## 交通
- Osaka Metro谷町線 八尾南駅 北へ約600m。
- 近鉄バス70番・近鉄八尾駅前 - 藤井寺駅「大正北小学校前」バス停下車。

## 事故
2015年9月27日に行われた体育大会で、組体操の10段ピラミッドが崩れ、下から6段目の男子生徒が右腕を骨折した。また2014年度の体育大会でも組体操の10段ピラミッドが崩れ1人が右足首を骨折したほか、練習でも、3人が骨折していたことがわかった。この取材会見にて同校校長は事故に対する認識の低さがあった事を認め、実施については「今後、検討する」と答えた。後、校長は「(成功時の)喜びを子どもたちに味わわせたいと思って、ことしもやることを決定しました」と話した。校長は、2016年は、ピラミッドを行わないことも検討すると話している。